# Ságújfalu, Nógrád
Ságújfalu  este un sat în districtul Salgótarján, județul Nógrád, Ungaria, având o populație de 1.078 de locuitori (2011). 

## Demografie
Componența etnică a satului Ságújfalu
     Maghiari (86%)
     Romi (13,1%)
     Germani (0,9%)
Componența confesională a satului Ságújfalu
     Fără religie (11,22%)
     Luterani (1,3%)
     Necunoscută (87,11%)
     Reformați (0,37%)
     Alte religii (0,37%)
Conform recensământului din 2011, satul Ságújfalu avea 1.078 de locuitori. Din punct de vedere etnic, majoritatea locuitorilor (86,0%) erau maghiari, cu o minoritate de romi (13,1%). Nu există o religie majoritară, locuitorii fiind persoane fără religie (11,22%) și luterani (1,3%). Pentru 87,11% din locuitori nu este cunoscută apartenența confesională.